# Byrdin (rejon głuszkowski)
Byrdin (ros. Бырдин) – chutor w zachodniej Rosji, w sielsowiecie popowo-leżaczańskim rejonu głuszkowskiego w obwodzie kurskim.

## Geografia
Miejscowość położona jest w pobliżu rzeki Sejm, 4,5 km od centrum administracyjnego sielsowietu popowo-leżaczańskiego (Popowo-Leżaczi), 20 km od centrum administracyjnego rejonu (Głuszkowo), 136 km od Kurska.
W granicach miejscowości znajdują się 33 posesje.

## Demografia
W 2010 r. miejscowość zamieszkiwało 16 osób.